# Цирубу
Цирубу (также Дар-Богаз, Апира-Салгир) — маловодная река (балка) на Южном берегу Крыма, на территории городского округа Ялта, левый приток реки Авунда. Длина водотока 6,4 километра, площадь водосборного бассейна — 7,83 км².

## Название
На картах река не подписана, в справочнике «Поверхностные водные объекты Крыма» и других современных работах значится, как Цирубу. В топонимическом словаре приведены варианты Дар-Богаз и Апира-Салгир в указанием, что последнее использовалось в начале XIX века, Дар-Богаз употреблялось Николаем Васильевичем Рухловым в работе «Обзор речных долин горной части Крыма». Словом Цирубу называют также один из перевалов Главной гряды Крымских гор в верховьях ущелья реки, но какое название первично пока не установлено.

## Описание
Истоком реки, согласно Рухлову, является родник Дар-Богаз-Шишме, который находится у горы Дар-Богаз (не индефицируется) на высоте 605 саженей (1290 м) — он же источник Гурбет-Дере-Богаз-Кешмеси под перевалом Гурзуфское седло на высоте 1309 м. Река течёт почти на юг, в верховье по оврагу Гурбет-Дере, и впадает в Авунду в Гурзуфе, в 0,7 км от устья. Река притоков не имеет, среднемноголетний расход воды в верховье — 0,024 м³/сек, водоохранная зона установлена в 50 м.